# Andrés de Claramonte
Andrés de Claramonte y Corroy (Murcia, hacia 1560-Madrid, 19 de septiembre de 1626) fue un dramaturgo y actor español.
Se sabe muy poco de su vida. Debió nacer hacia 1560, ya que en el Archivo Regional de Murcia se conserva un acta notarial con presencia del matrimonio de Andrés Llorente con Andrea de Claramonte con fecha de 1557. Sin embargo, la Real Academia de la Historia establece su nacimiento en torno a 1580, hijo quizá del zapatero Pedro de Claramonte. Como actor, trabajó en compañías de primer rango, como las de Baltasar de Pinedo, Antonio Granados y Alonso de Olmedo. Como autor, escribió dramas de gran aliento épico, con gran dominio de los efectos escénicos y teatrales.
Casó con Beatriz de Castro y Virués en febrero de 1604 en San Lorenzo de Valladolid, siendo padrino Baltasar Pinedo. Por esas fechas al parecer escribió El nuevo rey Gallinato y El secreto en la mujer. Fue propietario de su propia compañía en torno a 1607, cuando constan contratos de representaciones con la ciudad de Toledo. En 1615 su compañía se incluyó entre las doce autorizadas por el rey para actuar en Castilla.
Ándres de Claramonte también escribió en 1611 una serie de tres romances encuadrados en una relación de sucesos sobre la muerte de la reina Margarita titulado Relación del nacimiento del nuevo Infante, y de la muerte de la Reyna nuestra señora. Dedicado al mayordomo del Reino de Portugal, el conde de Portalegre, primeramente se publicó en Lisboa y después en Cuenca.

## Producción dramática

### El valiente negro en Flandes
El valiente negro en Flandes trata el problema del racismo en una sociedad integrada. Cuenta la historia de un negro, esclavo en Mérida, que gana su libertad, se va a Flandes y lucha contra todo tipo de desprecios y desconsideraciones a causa de su raza, de forma que acaba siendo general por su solo esfuerzo y se gana la confianza del duque de Alba. Le dan el hábito de Santiago y se casa con la hija de su antiguo dueño. Todo esto en un ambiente completamente moderno, pues el personaje del negro no es una persona especialmente agraciada o de éxito social en ese momento: es una persona perseguida, menospreciada, que va luchando para salir adelante en una sociedad que reconoce el valor de su honor, aun siendo negro, por encima de los blancos que están a su alrededor.

### Otras obras dramáticas
Otras obras menos conocidas son El gran rey de los desiertos, San Onofre, cuyo parentesco con El condenado por desconfiado ha sido puesto de relieve por Ciriaco Morón y Alfredo Rodríguez López-Vázquez, El honrado con su sangre, Deste agua no beberé, Dineros son calidad, La infelice Dorotea y Púsoseme el sol, saliome la luna. Recientemente Alejandro García Reidy ha descubierto una obra inédita, Las dos columnas de Carlos, en la que se dramatiza la vida de san Carlos Borromeo que tiene la particularidad de mostrar en la escena inicial a Martín Lutero.

### Letanía moral(1613)
En 1613 imprimió en Madrid Letanía moral, libro que contiene elogios poéticos de muchos autores coetáneos y datos interesantes sobre actores y dramaturgos de la época. La obra incluye un elogio a Claramonte firmado por su esposa Beatriz de Castro y Virués.

## Revalorización crítica
Su obra y talento fue despreciado por Marcelino Menéndez y Pelayo, pero actualmente el autor ha sido revalorizado por la crítica, en particular por Alfredo Rodríguez López-Vázquez, Charles V. Ganelin y Fernando Cantalapiedra Erostarbe. Algunos trabajos filológicos defienden la autoría de Claramonte de algunas de las piezas teatrales más exitosas del Siglo de Oro español, como La estrella de Sevilla (aunque ya Sturgis E. Leavitt lo sospechaba) y El burlador de Sevilla y convidado de piedra (refundición de la obra original Tan largo me lo fiais, representada en 1617), antaño atribuidas la primera a Lope de Vega y la segunda a Tirso de Molina. El rey don Pedro en Madrid, también conocida como El infanzón de Illescas. Deste agua no beberé, representada también en 1617, contiene importantes parentescos con el tema de Don Juan, tanto en contenido como en estilo, como ya había observado Gerald E. Wade.